# Coings
Coings é uma comuna francesa na região administrativa do Centro, no departamento Indre. Estende-se por uma área de 29,32 km². Em 2010 a comuna tinha 895 habitantes (densidade: 30,5 hab./km²).